# Laimosemion mahdiaensis
Laimosemion mahdiaensis es un pez de agua dulce la familia de los rivulines en el orden de los ciprinodontiformes.

## Distribución geográfica
Se encuentran en ríos de América del Sur, endémico de la cuenca fluvial tributaria del río Potaro, en el centro de Guyana.

## Hábitat
Viven en pequeños cursos de agua de clima tropical, de comportamiento bentopelágico y no migrador.